# Аткинсон, Эдвард Лейстер
Э́двард Ле́йстер А́ткинсон (англ. Edward Leicester Atkinson, 1881—1929) — английский врач и биолог. Участник экспедиции «Терра Нова». Исполнял обязанности командира береговой партии экспедиции с ноября 1911 по январь 1912 года, выполнил медицинское освидетельствование тел погибших Роберта Скотта и его товарищей по покорению Южного полюса. В его честь названы «Скалы Аткинсона» на Земле Виктории (71°18′ ю. ш. 168°55′ в. д.).

## Биография
Эдвард Лейстер Аткинсон родился на острове Сент-Винсент 23 ноября 1881 года. Отец его служил в отделении британского банка на острове, мать была белой местной уроженкой. В 14-летнем возрасте Лейстера (он предпочитал второе имя) отправили завершать среднее образование в Англии, в дневной Уолтемстоуской школе; квартировал он у родственников. На практике изучив медицину в Больнице Святого Фомы Бекета, в 1908 году Аткинсон вступил в ряды Королевского военно-морского флота Великобритании. Во время обучения зарекомендовал себя как отличный футболист и боксёр в полутяжёлом весе. Служа во флоте, Аткинсон занимался тропическими паразитами и некоторое время работал в Лондонской школе гигиены, занимаясь практическими вопросами профилактики. Подав заявку на ставку врача и паразитолога в антарктическую экспедицию, Аткинсон получил место, но в административном отношении не входил в научный отряд. Дневники, которые он вёл во время экспедиции, содержат почти исключительно научные заметки, ныне они хранятся в Британском музее естественной истории.
На зимовке на Острове Росса Аткинсон едва ли отличался от своих товарищей: продолжал изучать паразитов, найденных в антарктической морской и береговой фауне, читал лекции по предмету своего изучения. В июне 1911 года в разгар полярной ночи, Аткинсон во время метеорологической вахты заблудился в пурге, и вернулся в зимовье обмороженным. Роберт Скотт включил его в состав крайней южной партии, которая должна была сопровождать капитана до самого Полярного плато. Аткинсон поднялся по Леднику Бирдмора в числе двенадцати экспедиционеров и очень рассчитывал войти в полюсный отряд. Однако из-за потёртой и отмороженной левой пятки он был вынужден отказаться от этой идеи, и был отправлен обратно, не добравшись трёхсот миль до полюса. Путь обратно на базу был очень тяжёлым, Аткинсон однажды провалился в ледниковую трещину, и спасся, поскольку был привязан к буксируемым им саням. 28 января 1912 года врач вернулся на мыс Эванса. Далее ему пришлось возвращаться на Ледяной барьер, чтобы вытащить Эдварда Эванса, находящегося в критическом состоянии из-за цинги.
После эвакуации Эванса Аткинсон остался единственным морским офицером на базе и был вынужден взять на себя командование. 26 марта Аткинсон вместе с унтер-офицером Кеохэйном совершил шестидневный поход для пополнения Склада одной тонны, а 13 апреля — накануне наступления полярной ночи — попытался искать исчезнувшую группу Кемпбелла (которая, как затем выяснилось, провела незапланированную зимовку в 370 км от базы). Последний поход длился десять дней. На вторую зимовку на Мысе Эванса осталось 13 полярников; психологическая обстановка была очень тяжёлой, так как никто не сомневался в гибели Роберта Скотта. Однако Аткинсон оказался отличным командиром, который поднял моральный дух своих людей, главным образом, не давая оставаться в праздности. Он продолжал научные исследования, обнаружив, что многие погибшие ездовые собаки были поражены нематодами Dirofilaria immitis, поражавшими сердечно-сосудистую систему. После начала полярной весны началась подготовка похода для поиска тел капитана Скотта и его товарищей. 26 ноября цель была достигнута. После возвращения на базу оказалось, что все спутники лейтенанта Кемпбелла пережили зиму и самостоятельно выбрались на базу. Пока шло ожидание эвакуационного судна, Аткинсон совершил трёхнедельное обследование побережий для поиска новых паразитов, а также участвовал в установке памятного креста на Обсервейшн-хилл.
После окончания экспедиции Аткинсон сопровождал вдов Скотта и Уилсона в Англию. На землю метрополии врач ступил 15 апреля 1913 года. Практически сразу он был включён в миссию Лейпера по изучению паразитов в тропиках и командирован в Китай. 29 августа 1914 года Аткинсон вернулся в Британию из-за начала войны и в тот же день был назначен на корабль «Сент-Винсент», направлявшийся в Галлиполи. После заболевания тифом и плевритом в 1915 году он был эвакуирован. Весной 1916 года врач попросился на Западный фронт и был направлен в гаубичную бригаду Королевской морской артиллерии. Одновременно ему предложили участвовать в поисках экспедиции Шеклтона, но миссия не состоялась. В июле 1917 года Аткинсон попал под артиллерийский обстрел, и был ранен, но смог вернуться в строй. Через год ему была сделана операция, в ходе которой ему извлекли четыре осколка из лица, пострадал и левый глаз. Он был удостоен ордена «За выдающиеся заслуги» и в августе 1918 года назначен на HMS Glatton. Вскоре произошёл пожар, Аткинсон вытаскивал раненых с нижних палуб и отравился продуктами горения. Последовавший взрыв боеприпасов сильно его изранил (причём Аткинсон самостоятельно вытащил осколок из левой ноги), врачу был удалён глаз. После демобилизации врач был нанят Антарктическим комитетом для подготовки отчёта об экспедиции Скотта и конфликтовал с его начальством.
В мае 1919 года Аткинсон был направлен в Архангельск, до того безуспешно претендуя на место в экспедиции Рокфеллера в Китай. В октябре того же года он вернулся домой; официально он командовал госпитальным судном, но, предположительно, исполнял разведывательные функции. В марте 1920 года Аткинсон получил Медаль Чедвика, которую вручали один раз в пять лет за выдающийся вклад в военную медицину. До 1926 году Аткинсон служил в Королевском военно-морском колледже в Гринвиче. Далее его направили в военно-морскую британскую миссию в Греции. В июле 1928 года жена Аткинсона скончалась от рака, а сам он дважды госпитализировался — из-за аппендицита и язвы желудка. Из переписки с сестрой следует крайне угнетённое состояние духа. 14 ноября 1928 года Эдвард Аткинсон был уволен на пенсию. Во время возвращения в Англию 20 февраля 1929 года он умер на борту корабля и был похоронен в море. Некрологи были опубликованы в медицинских изданиях и газете «Таймс».